# 李家超
李 家超（り かちょう、John Lee Ka Chiu、1957年12月7日 - ）は、香港の政治家。保安局副局長・局長、政務司司長を歴任し、現在は香港特別行政区行政長官（第5代）兼国家安全維持委員会主席（第2代）を務める。カトリック教徒。

## 経歴
原籍は広東省番禺県（現在の広州市）で、1957年12月7日にイギリス領香港に生まれた。深水埗五邑工商総会学校を経て、九龍華仁書院を卒業。卒業後の1977年、皇家香港警察に勤務する。2002年、に保安局へ入局した。以後、副局長、局長を歴任した。
2021年6月23日、政務司司長に転出。
2022年4月9日、李家超は香港特別行政区行政長官に出馬を宣言。唯一の立候補者となり、信任投票となった5月8日の行政長官選挙では1460人中1416人の票を集めて当選した。5月20日、中華人民共和国国務院総理の李克強は第754号国務院令に署名し、李家超を次期行政長官に任命。7月1日に就任式が行われ、正式に第5代香港特別行政区行政長官に着任した。

## 家族
1980年、李家超は中学の懇親パーティーで知り合った林麗嬋と結婚し、李文龍と李文駿の二人の息子を育てた。

## その他
名前の広東語読みは「ピカチュウ」に似ているため、香港のネット上では「ピカチュウ」と呼ばれている。